# Abandinus
Abandinus je keltský bůh neznámých vlastností. Jeho jméno se objevuje v nápisu na votivním bronzové desce kruhového tvaru, nalezené v Godmanchesteru (v hrabství Cambridgeshire v Anglii), kde stála římská pevnost, pravděpodobně nazývaná Durovigutum. Abandinus není zmiňován v žádné jiné lokalitě, nejspíš se tedy jednalo o místního boha pevnosti, možná spojeného s nějakým nedalekým pramenem či vodním tokem (ačkoli v keltské mytologii jsou s vodními toky spojovány spíše bohyně než bohové).